# Telekamery 2002
Telekamery 2002 – piąte wręczenie nagrody Telekamery Tele Tygodnia za rok 2001 dla postaci telewizyjnych. Gościem zagranicznym był Jeremy Irons. Nagrody przyznano w dziewięciu kategoriach. Ponadto Złote Telekamery otrzymali: Grażyna Torbicka (Prezenterzy), Marcin Daniec (Rozrywka), Elżbieta Jaworowicz (Publicystyka) i Krystyna Czubówna (Dziennikarze/Informacje), którzy zdobyli Telekamery w latach 1999, 2000, 2001 (Czubówna wygrała również w 1998). Gala odbyła się 14 stycznia 2002.

## Zwycięzcy

### Publicystyka
- Waldemar Milewicz – Wiadomości – TVP1
- Michał Fajbusiewicz – 997 – TVP2
- Andrzej Kwiatkowski – Tygodnik polityczny Jedynki – TVP1
- Monika Olejnik – Kropka nad i – TVN
- Andrzej Turski – Panorama – TVP2

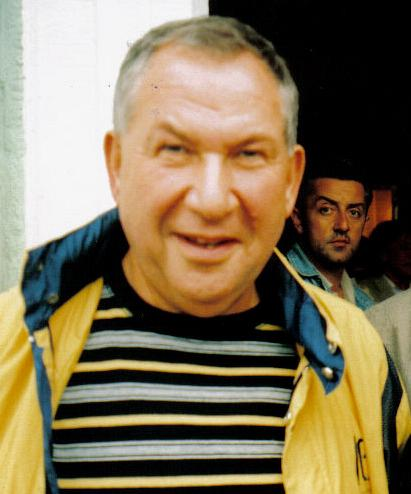
Michał Fajbusiewicz
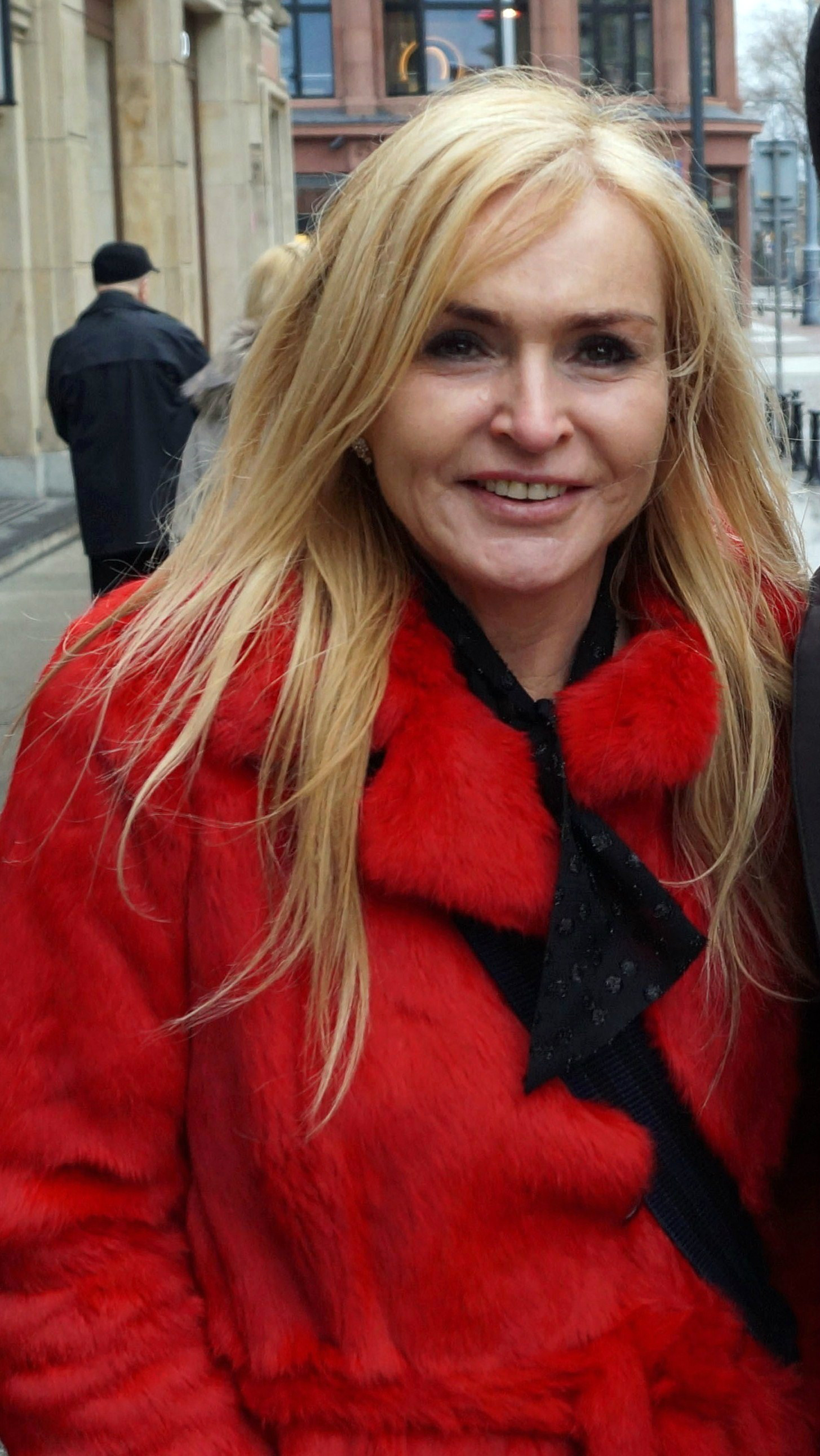
Monika Olejnik
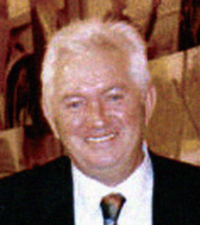
Andrzej Turski

### Informacje
Nagrody przyznano w 2 kategoriach.
- Tomasz Lis – Fakty – TVN
- Kamil Durczok – Wiadomości i Monitor Wiadomości – TVP1
- Jolanta Pieńkowska – Wiadomości – TVP1
- Katarzyna Kolenda-Zaleska – Wiadomości – TVP1
- Dorota Gawryluk – Informacje – Polsat

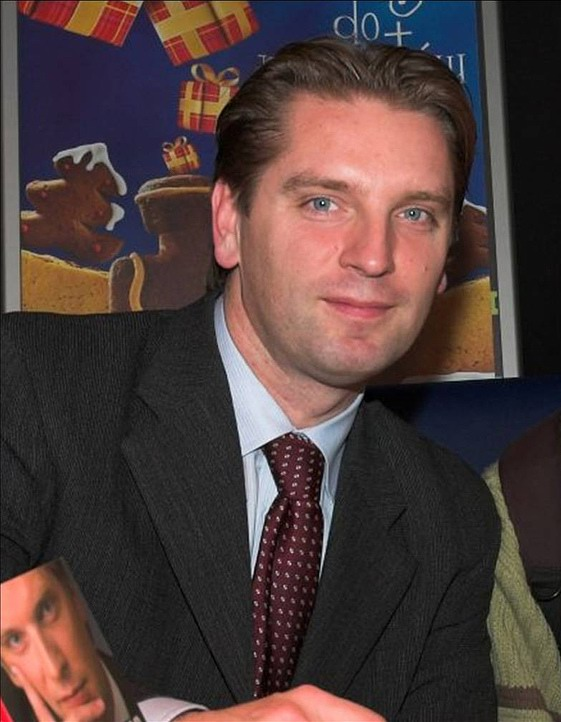
Tomasz Lis
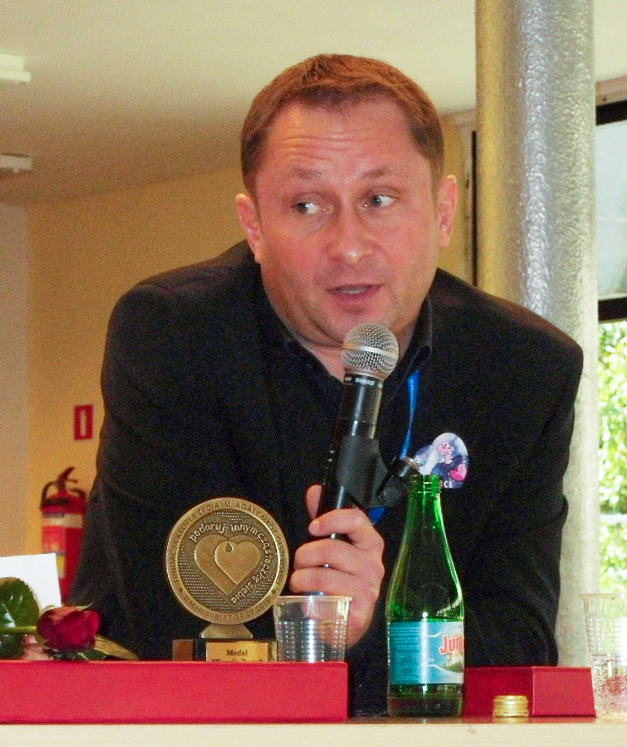
Kamil Durczok
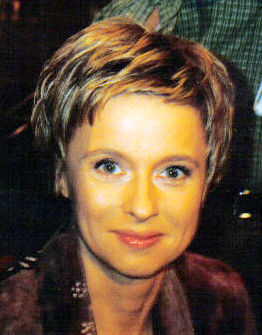
Jolanta Pieńkowska
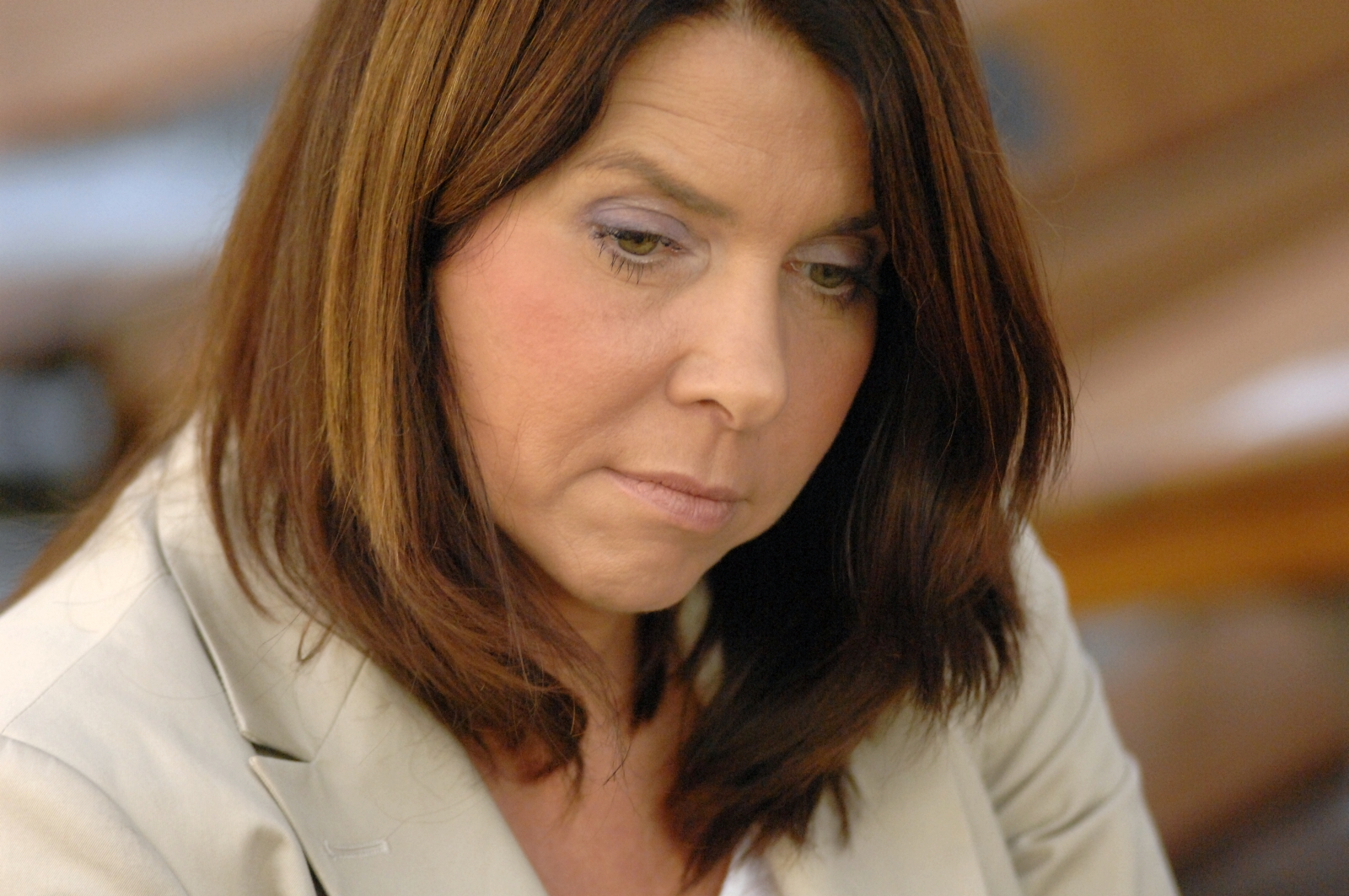
Katarzyna Komenda-Zaleska
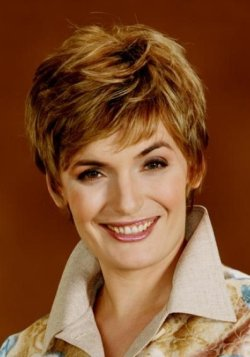
Dorota Gawryluk

### Serial Komediowy
- Świat według Kiepskich – Polsat (1. miejsce)
- Miodowe lata – Polsat (2. miejsce)
- Rodzina zastępcza – Polsat (3. miejsce)
- Lokatorzy – TVP1
- Święta wojna – TVP2

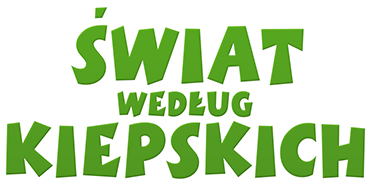
Świat według Kiepskich

### Sukces Roku

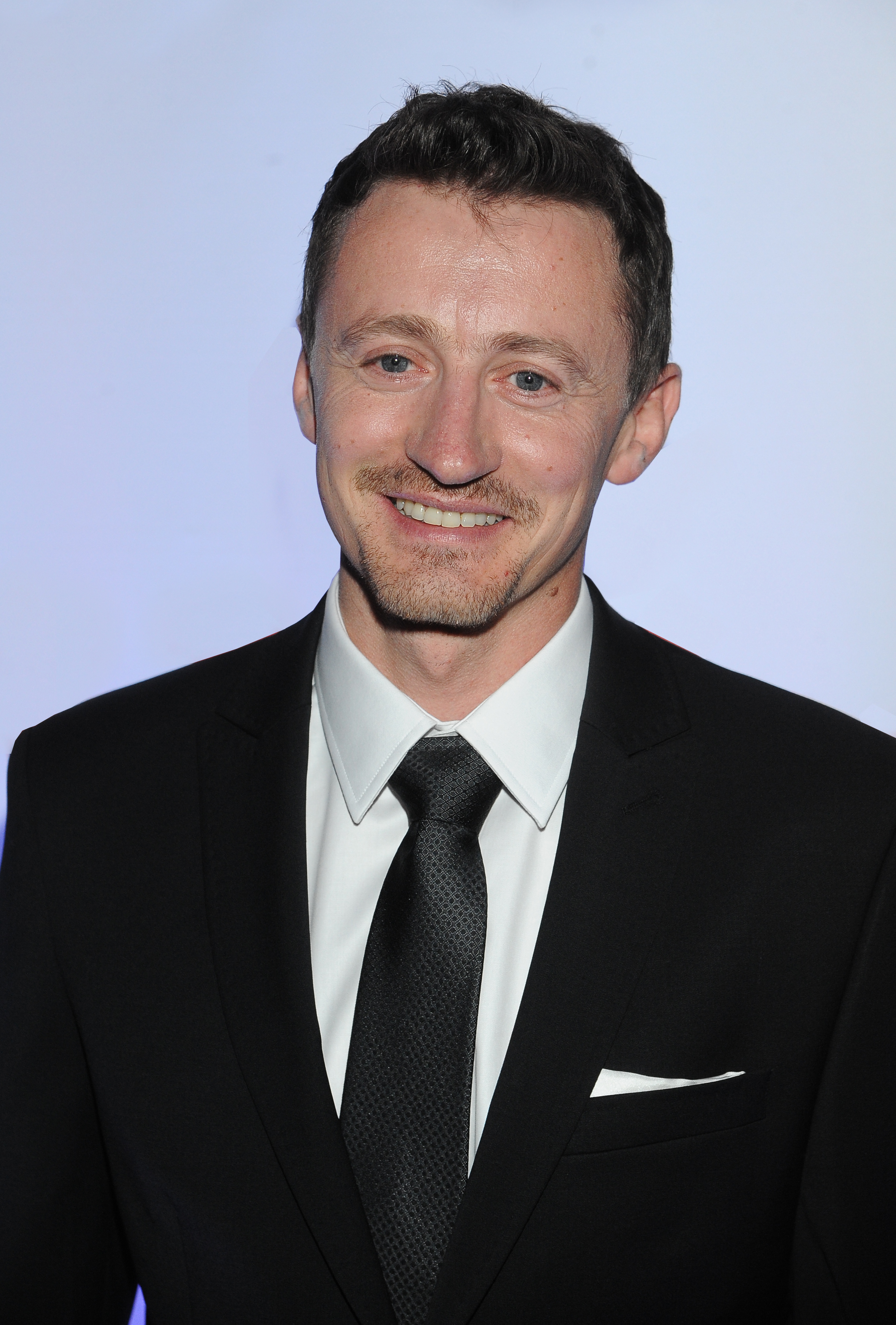
Adam Małysz
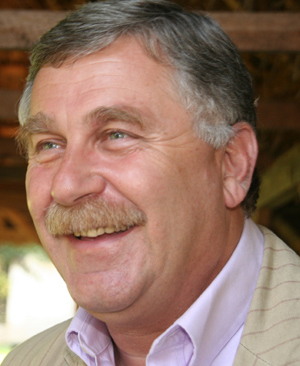
Jerzy Engel
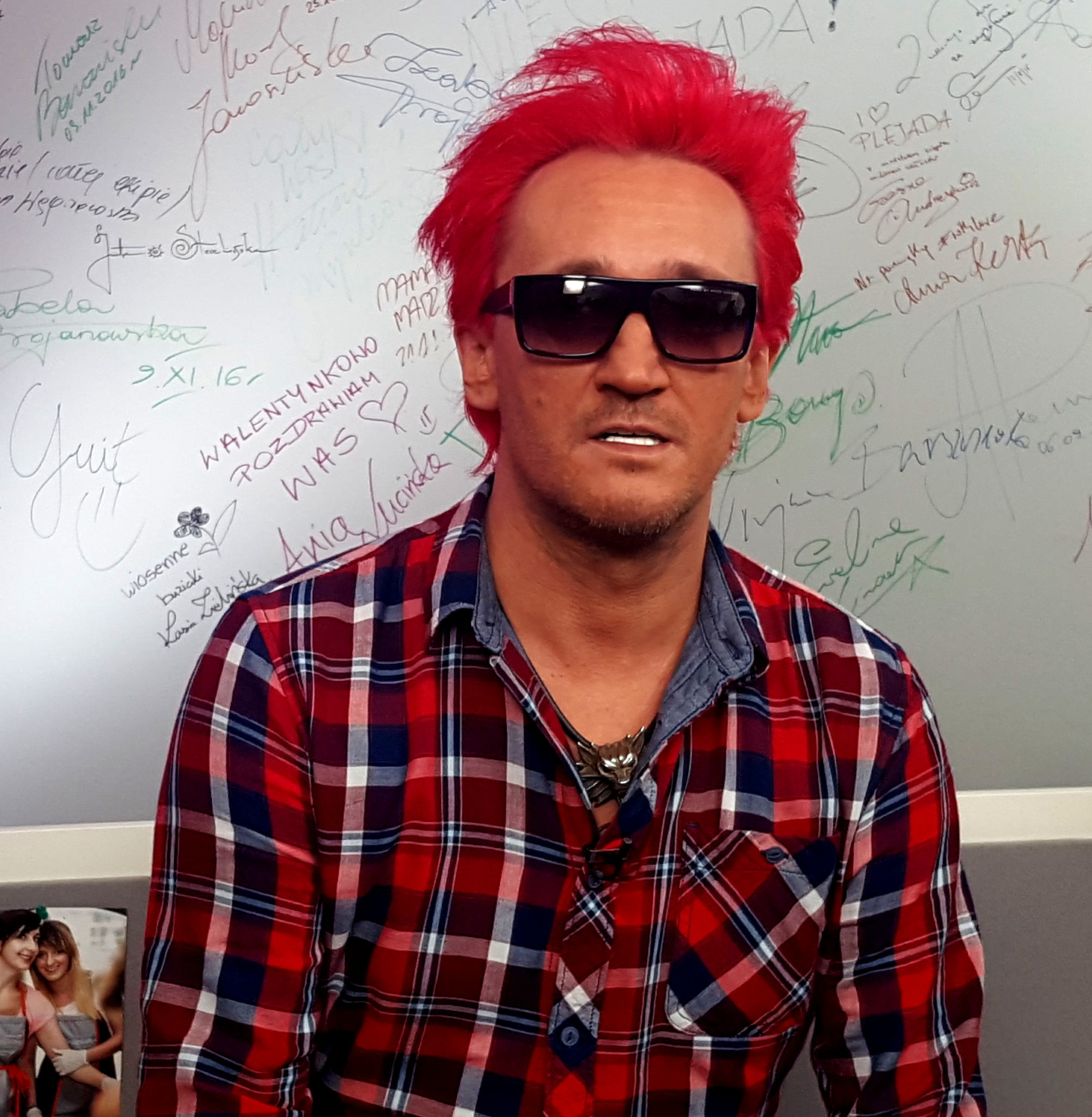
Michał Wiśniewski
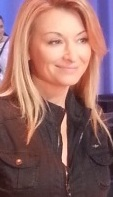
Martyna Wojciechowska
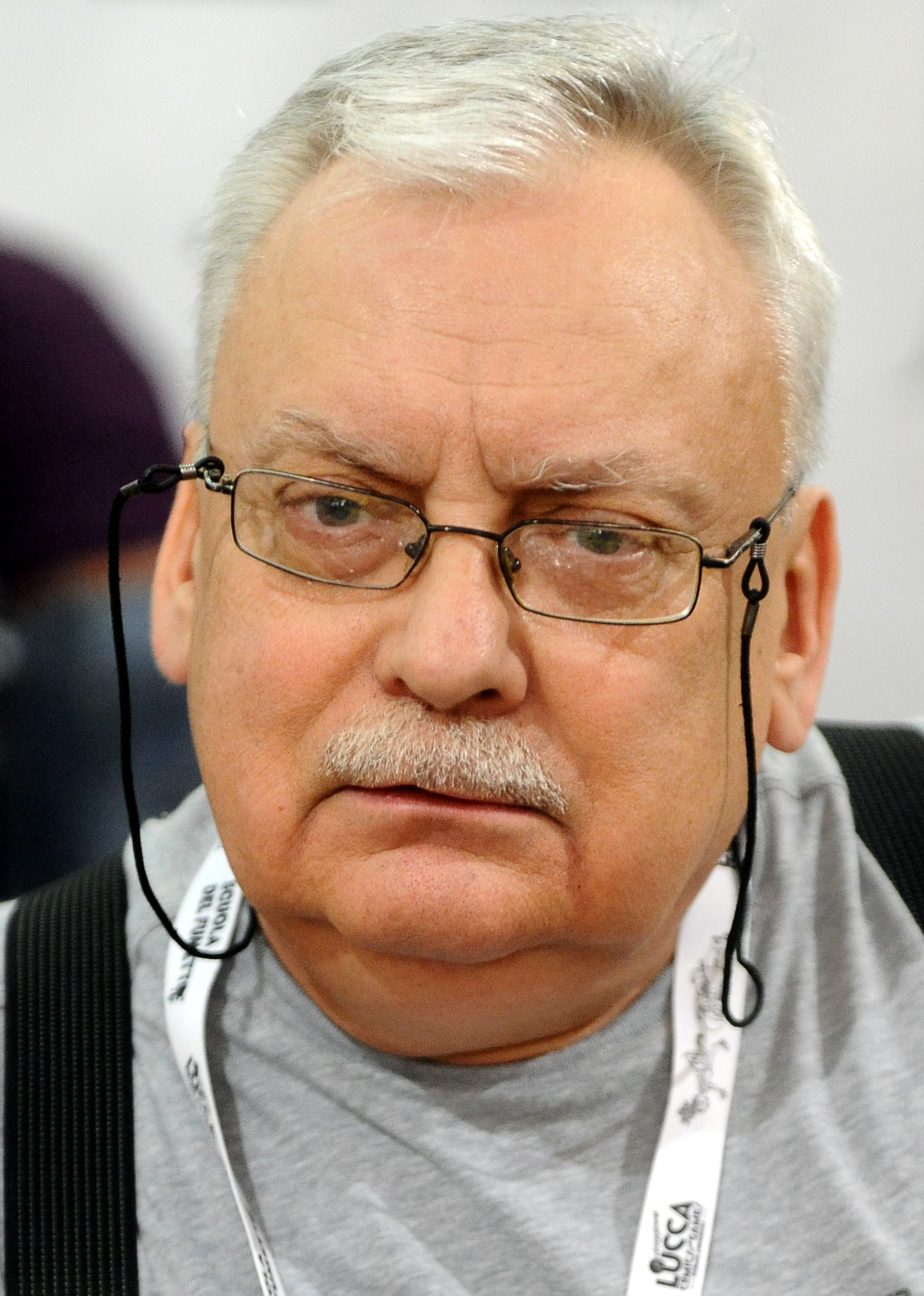
Andrzej Sapkowski

- Adam Małysz
- Jerzy Engel
- Michał Wiśniewski
- Martyna Wojciechowska
- Andrzej Sapkowski

### Aktor
- Artur Żmijewski – Na dobre i na złe – TVP2
- Krzysztof Pieczyński – Na dobre i na złe i Przeprowadzki – TVP2 i TVP1
- Andrzej Grabowski – Świat według Kiepskich – Polsat
- Szymon Bobrowski – Miasteczko – TVN
- Henryk Machalica – Złotopolscy – TVP2

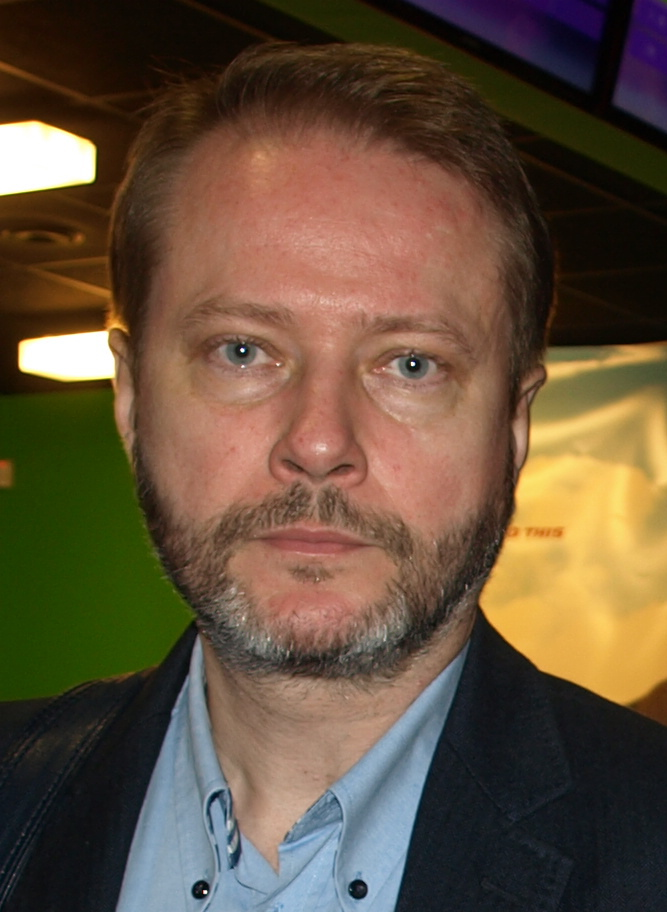
Artur Żmijewski
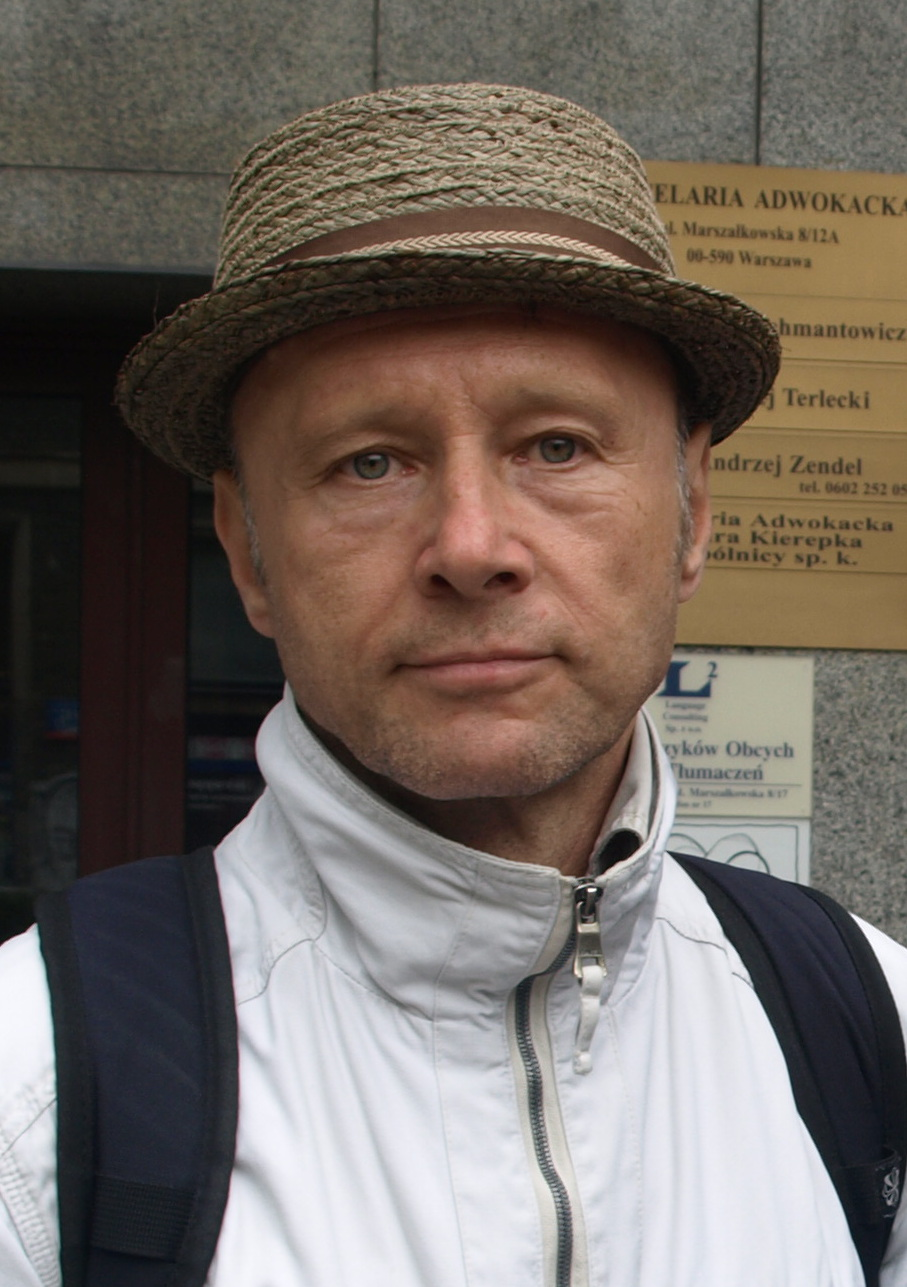
Krzysztof Pieczyński
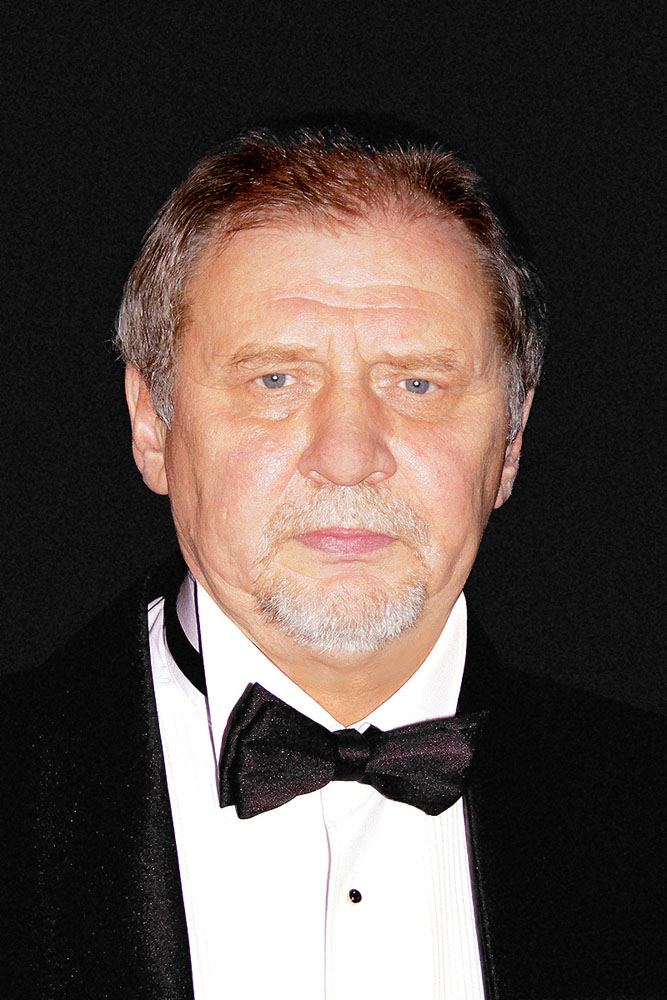
Andrzej Grabowski
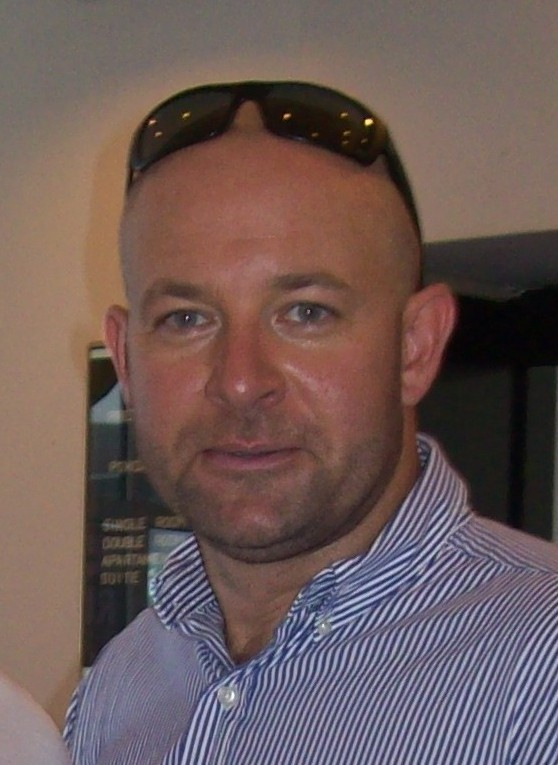
Szymon Bobrowski

### Aktorka
- Małgorzata Foremniak – Na dobre i na złe – TVP2
- Małgorzata Kożuchowska – M jak miłość i Przeprowadzki – TVP2 i TVP1
- Dominika Ostałowska – M jak miłość – TVP2
- Agnieszka Warchulska  – Miasteczko – TVN
- Barbara Bursztynowicz – Klan – TVP1

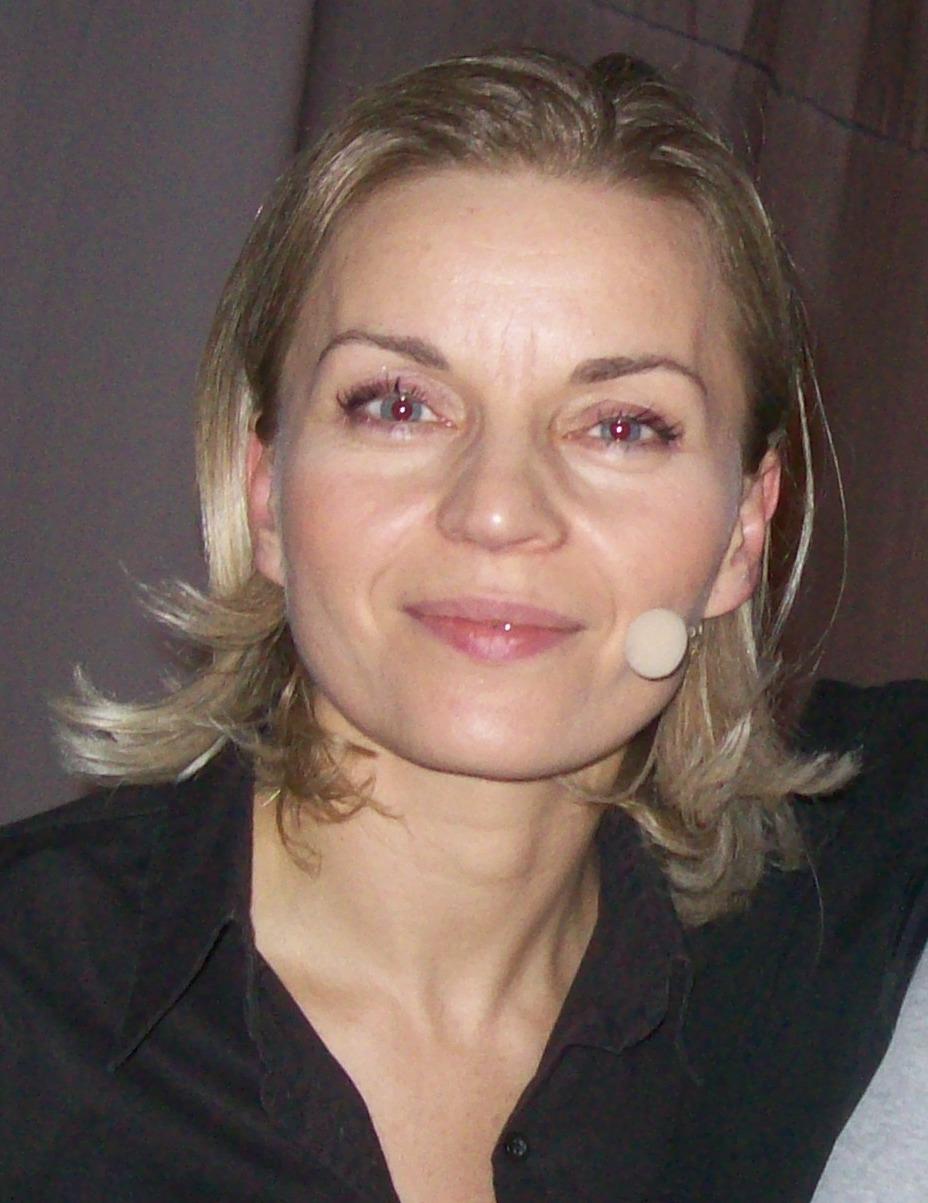
Małgorzata Foremniak
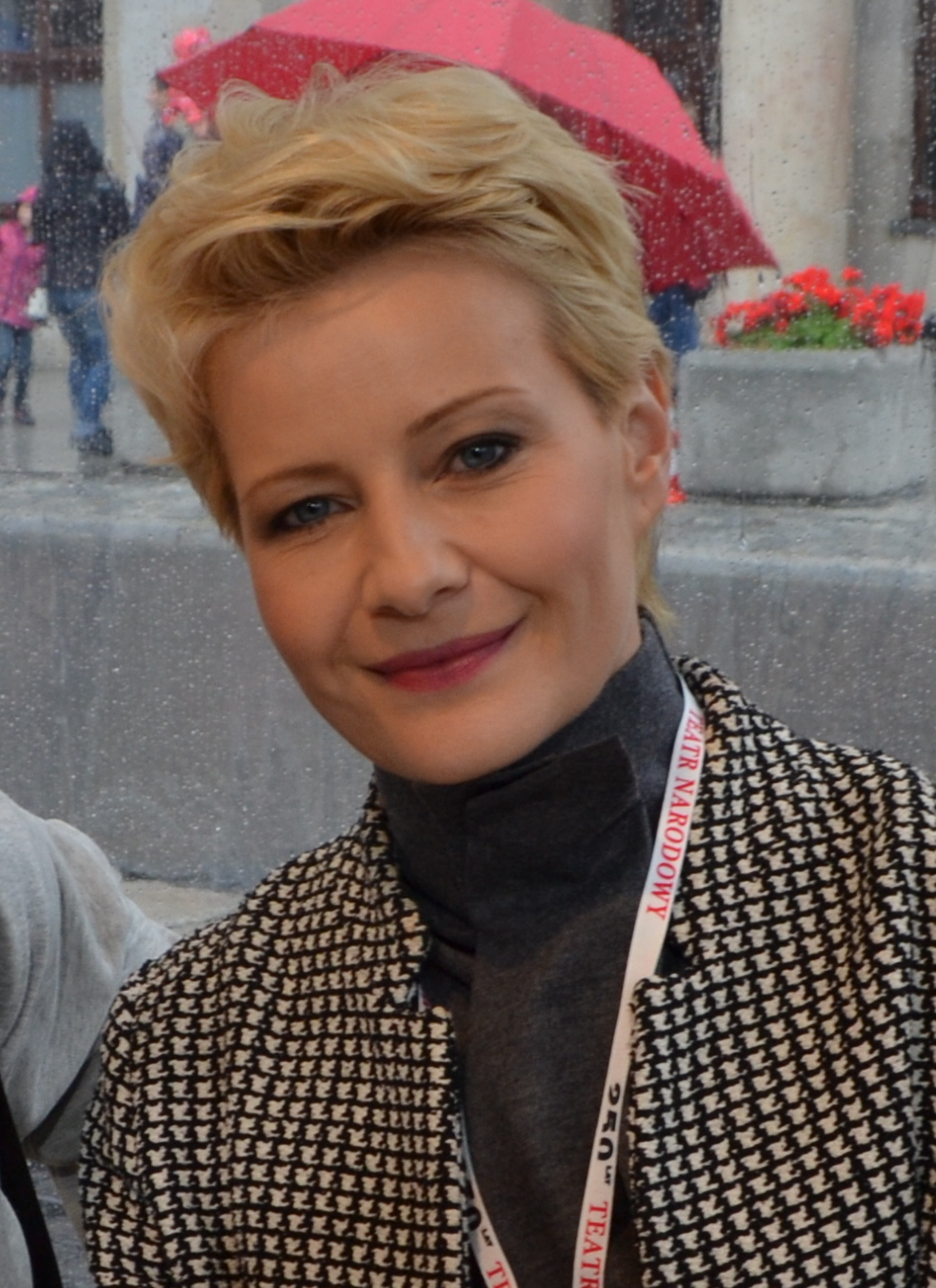
Małgorzata Kożuchowska
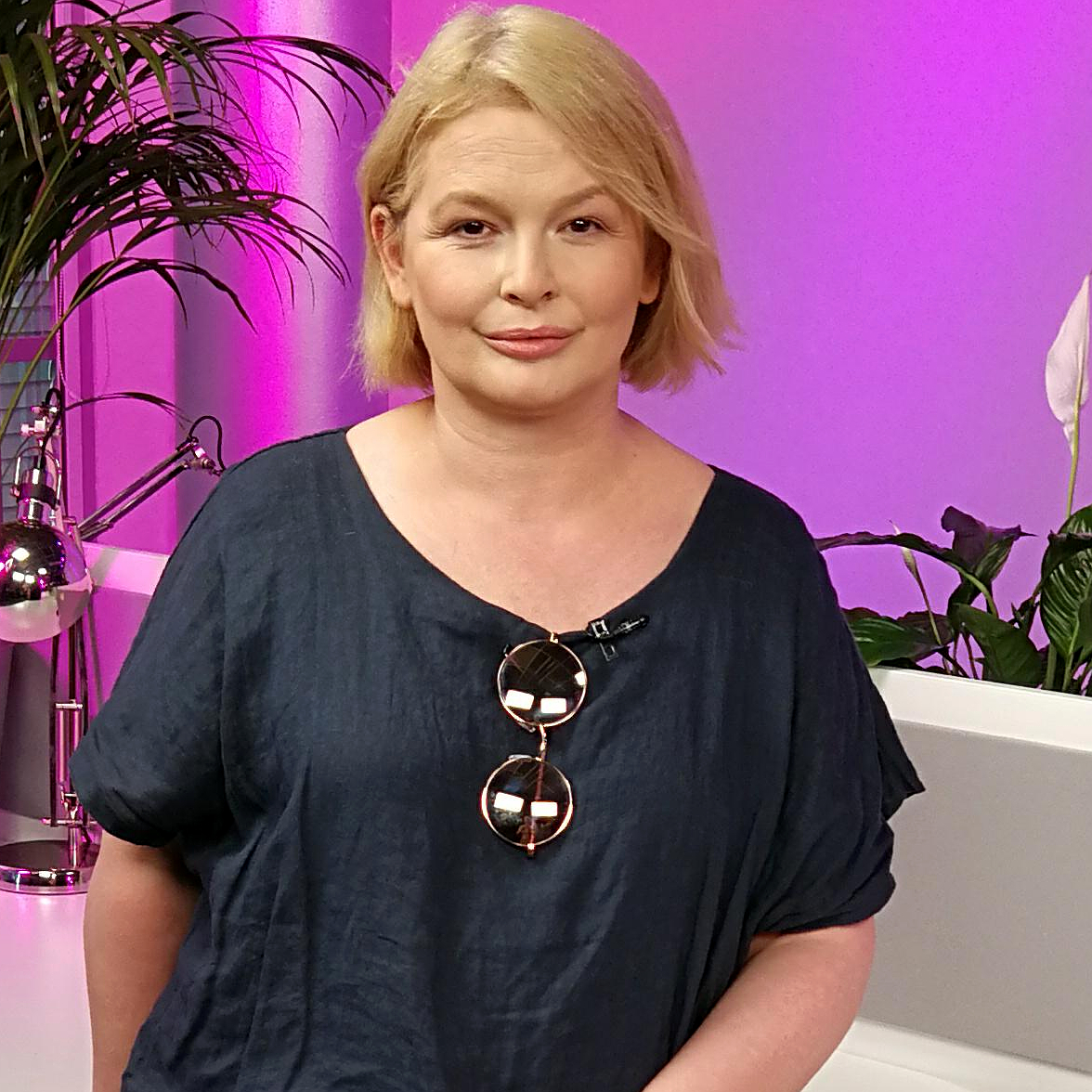
Dominika Ostałowska
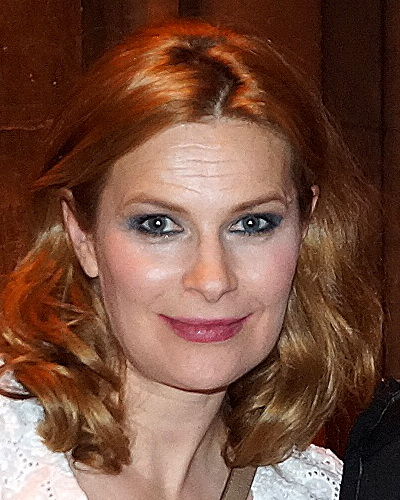
Agnieszka Warchulska
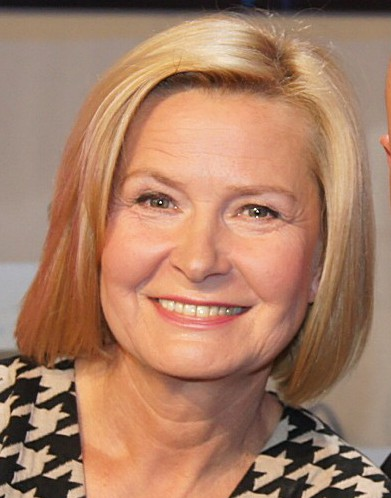
Barbara Bursztynowicz

### Serial
- Na dobre i na złe – TVP2 (1. miejsce)
- Złotopolscy – TVP2 (2. miejsce)
- Klan – TVP1 (3. miejsce)
- Adam i Ewa – Polsat
- Plebania – TVP1

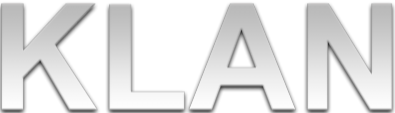
Klan

### Rozrywka
- Krzysztof Ibisz – Życiowa szansa – Polsat
- Robert Janowski – Jaka to melodia? – TVP1
- Tadeusz Drozda – Śmiechu warte i Dyżurny Satyryk Kraju – TVP1 i Polsat
- Rudi Schuberth – Śpiewające fortepiany – TVP2
- Zbigniew Wodecki – Droga do gwiazd – TVN

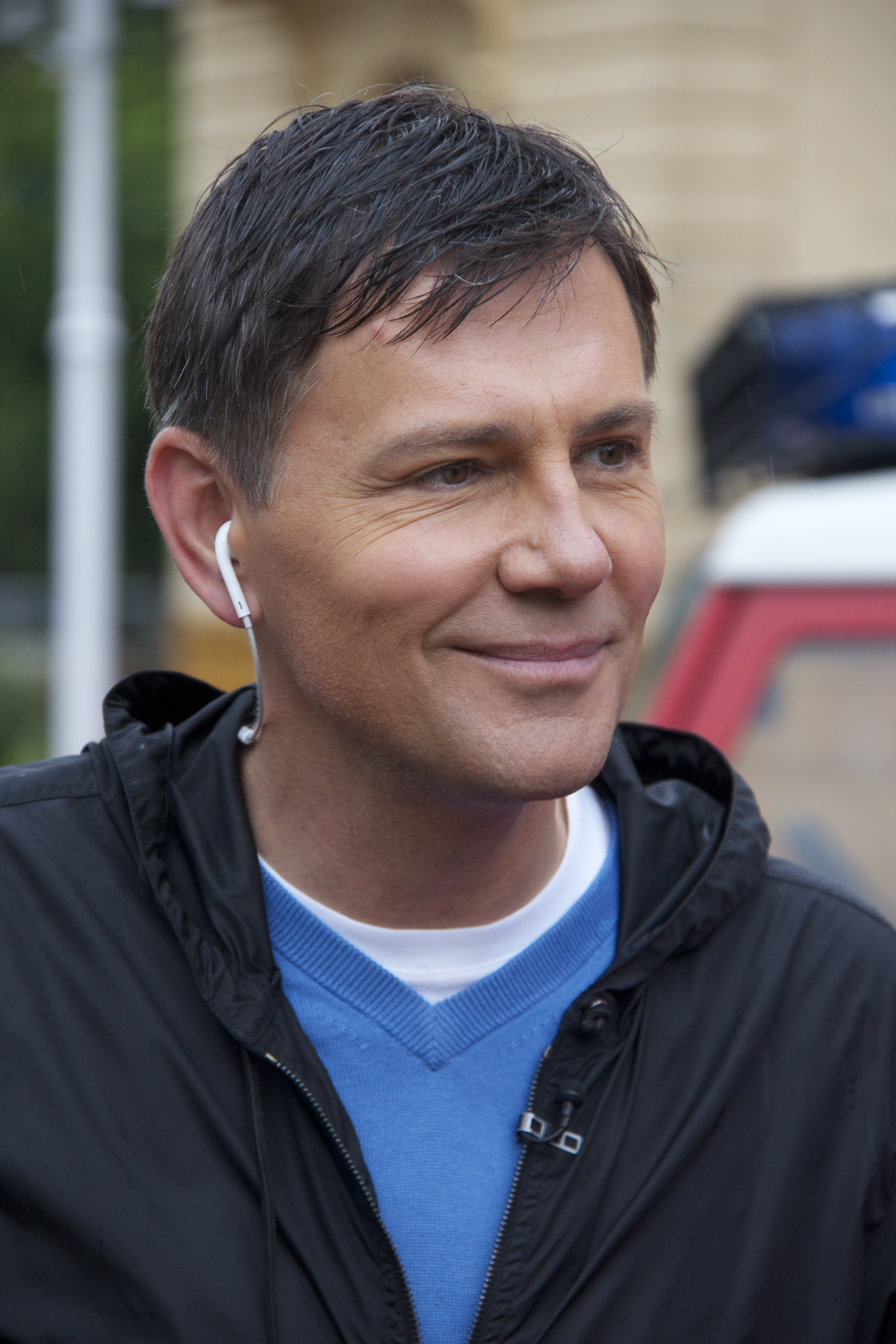
Krzysztof Ibisz
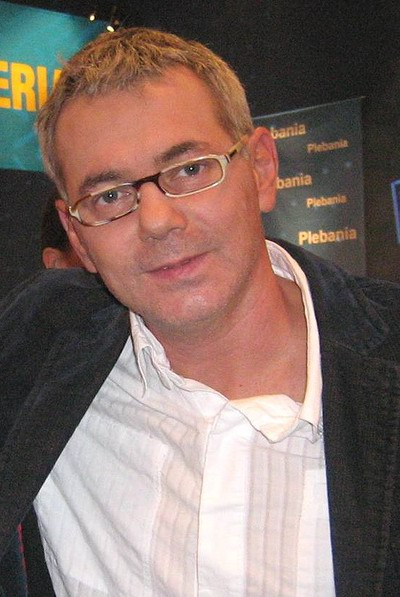
Robert Janowski
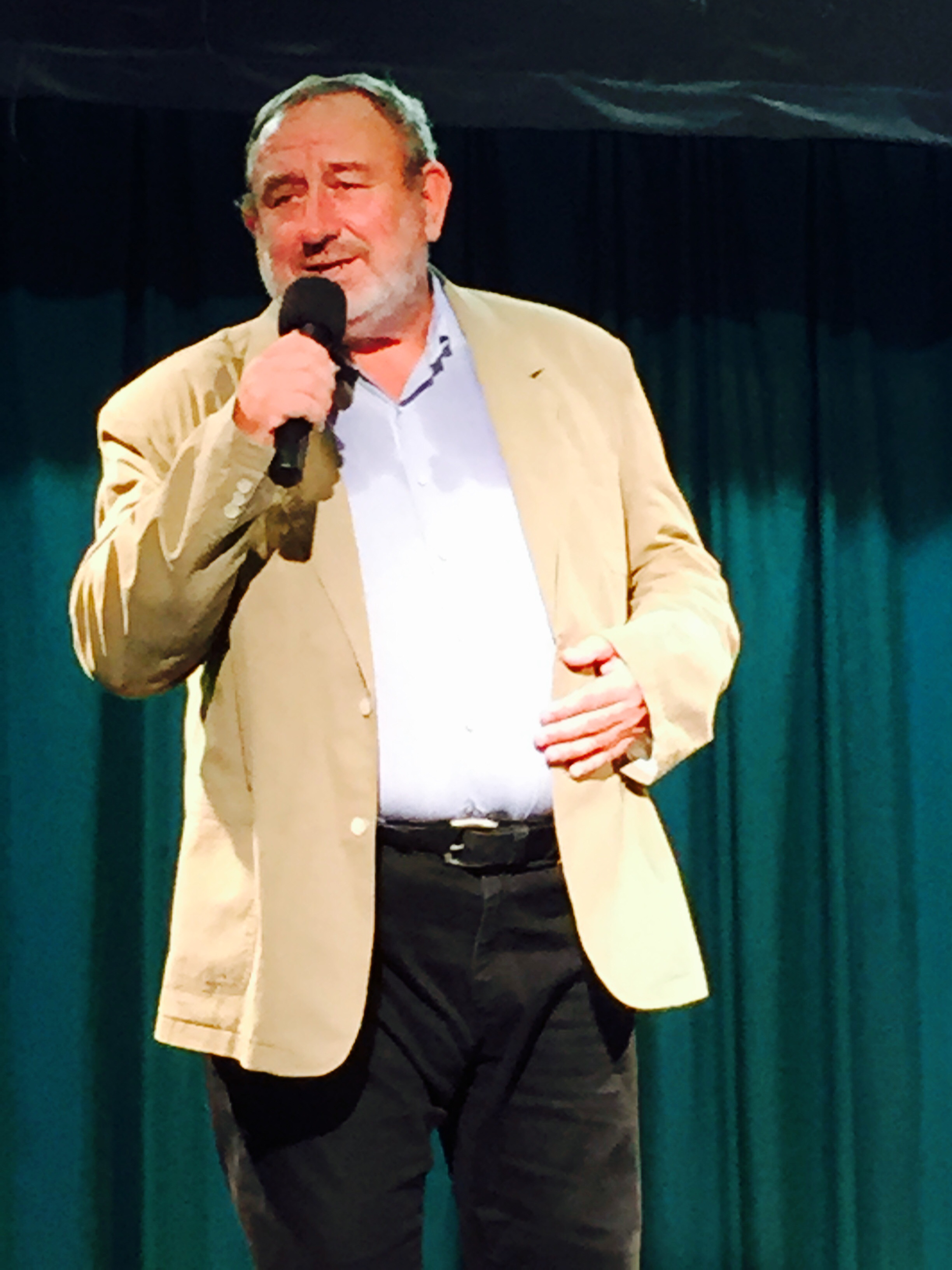
Tadeusz Drozda
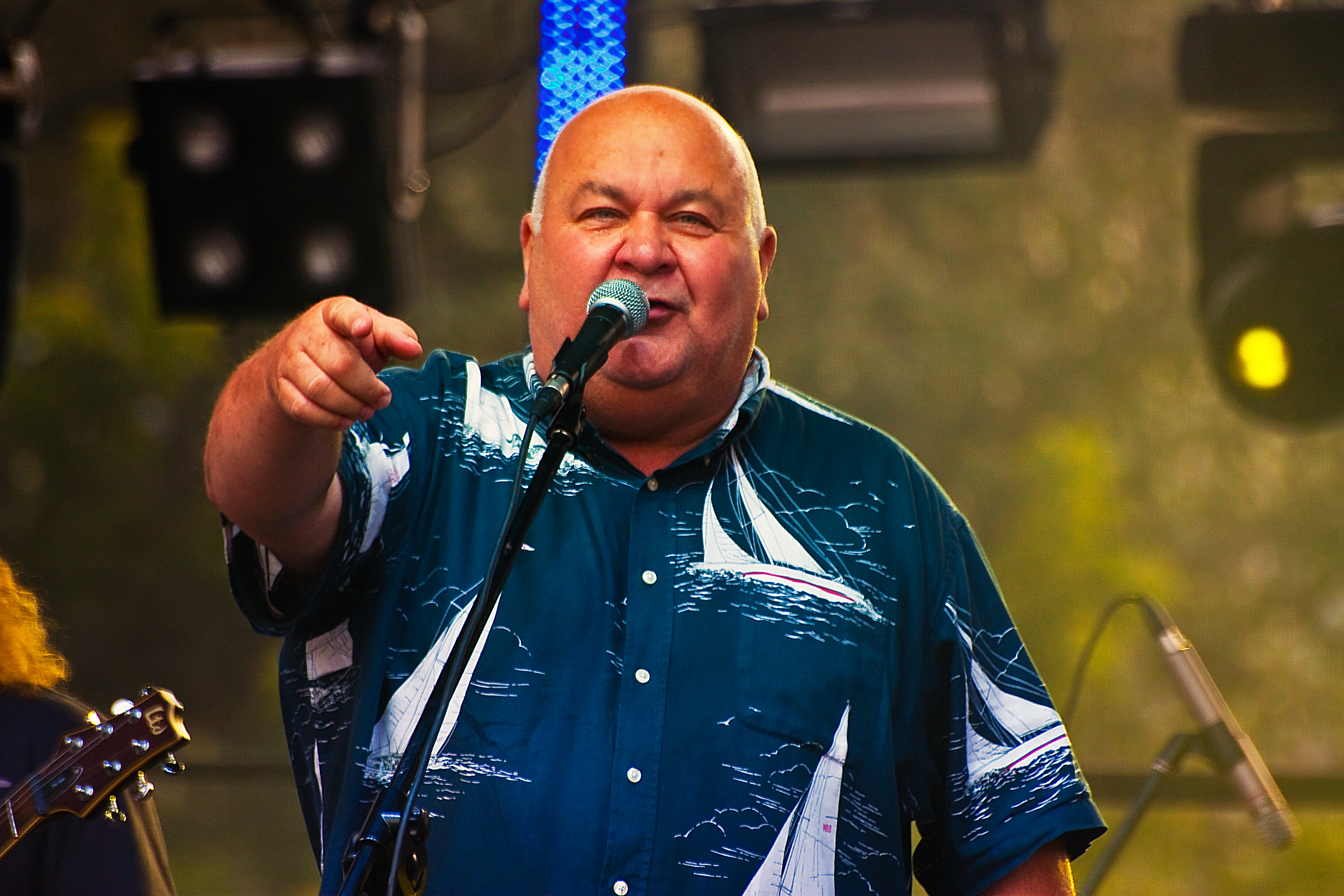
Rudi Schuberth
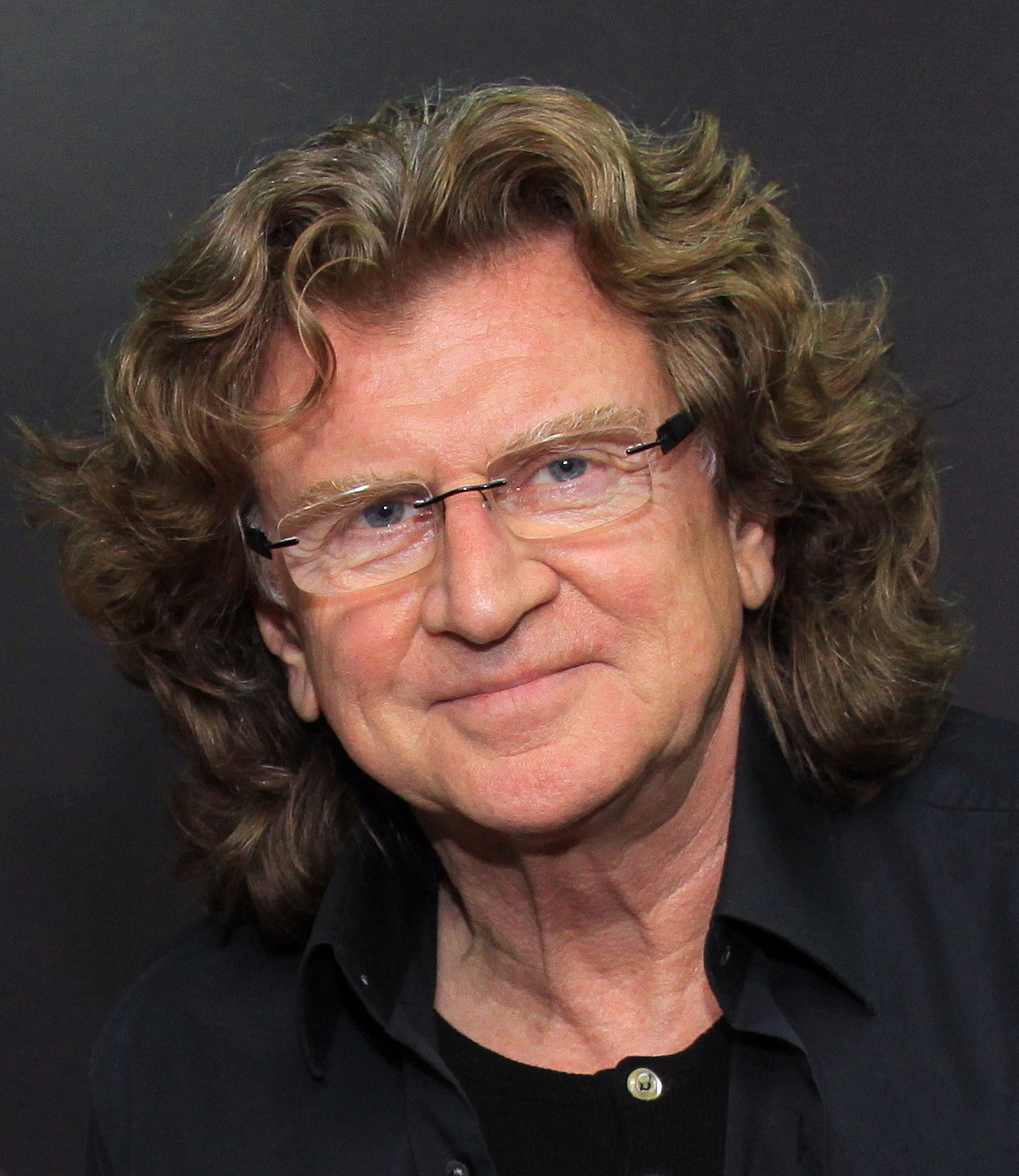
Zbigniew Wodecki

### Laureaci Złotej Telekamery
- Krystyna Czubówna - Panorama - TVP2
- Marcin Daniec - Marzenia Marcina Dańca - TVP2
- Elżbieta Jaworowicz - Sprawa dla reportera - TVP1
- Grażyna Torbicka - Kocham Kino - TVP2

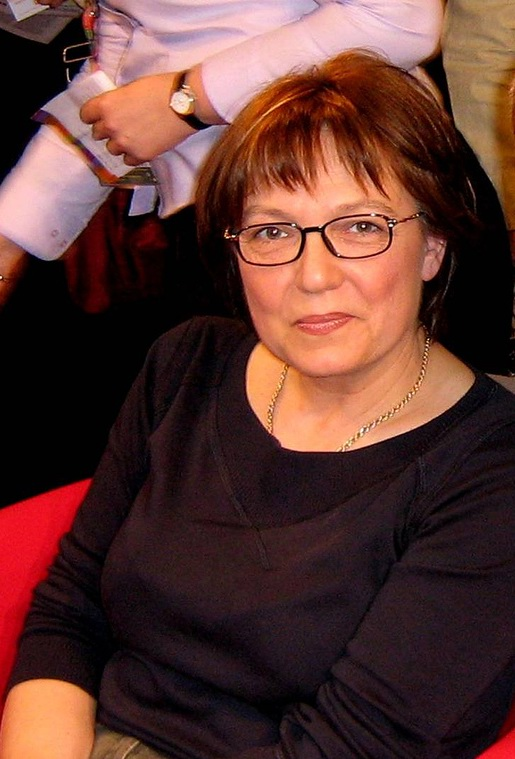
Krystyna Czubówna
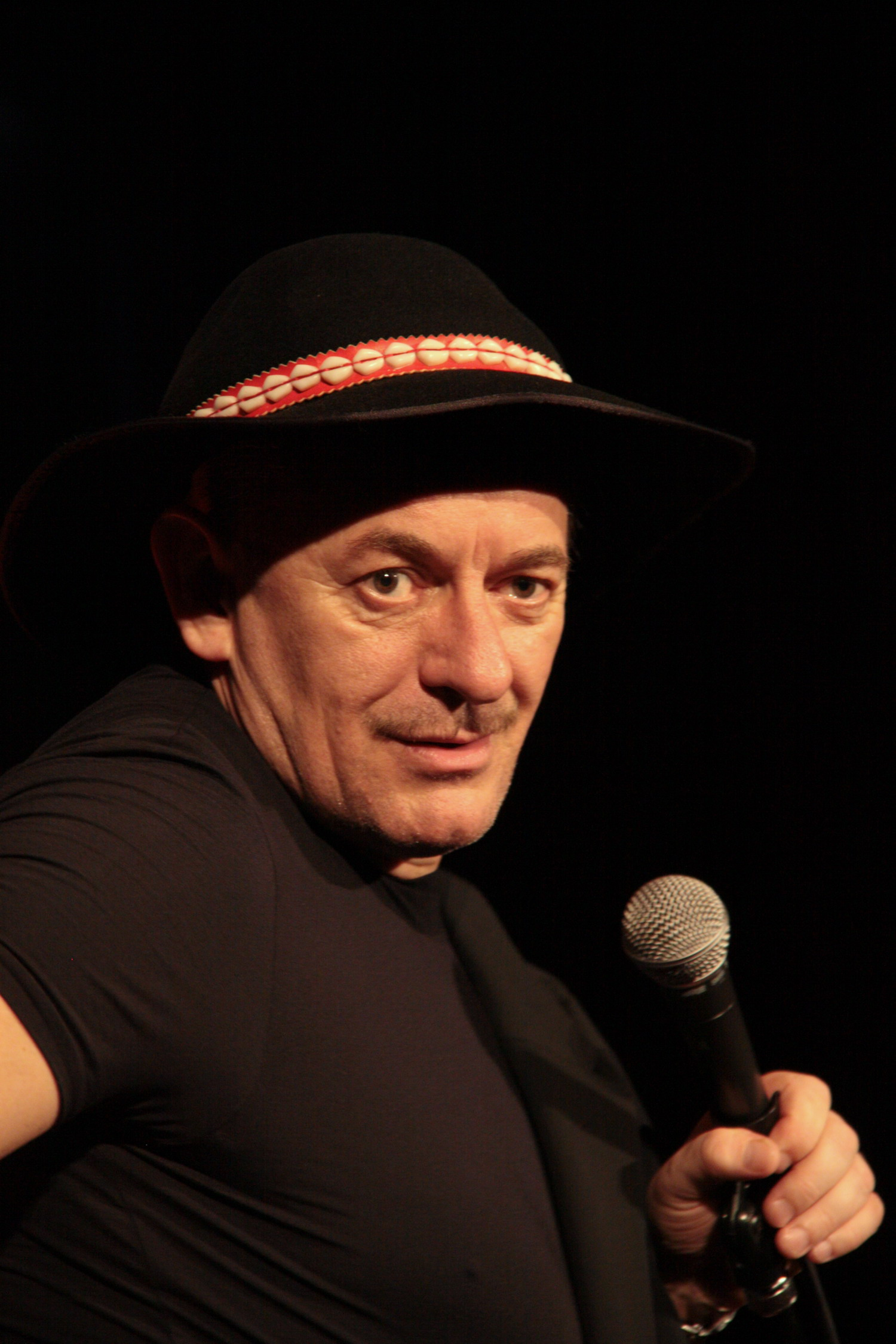
Marcin Daniec
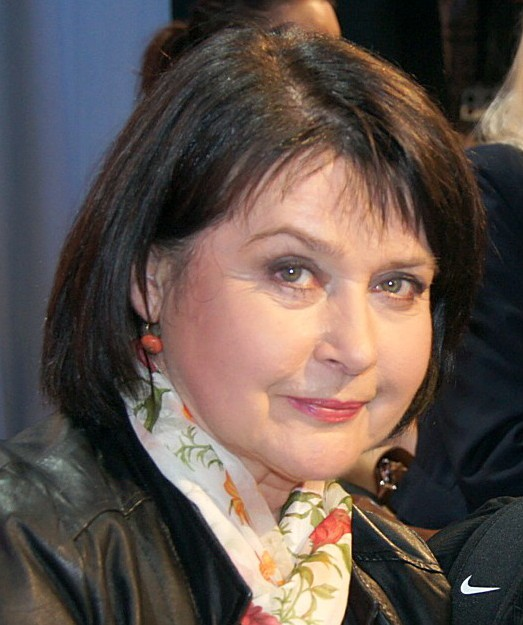
Elżbieta Jaworowicz
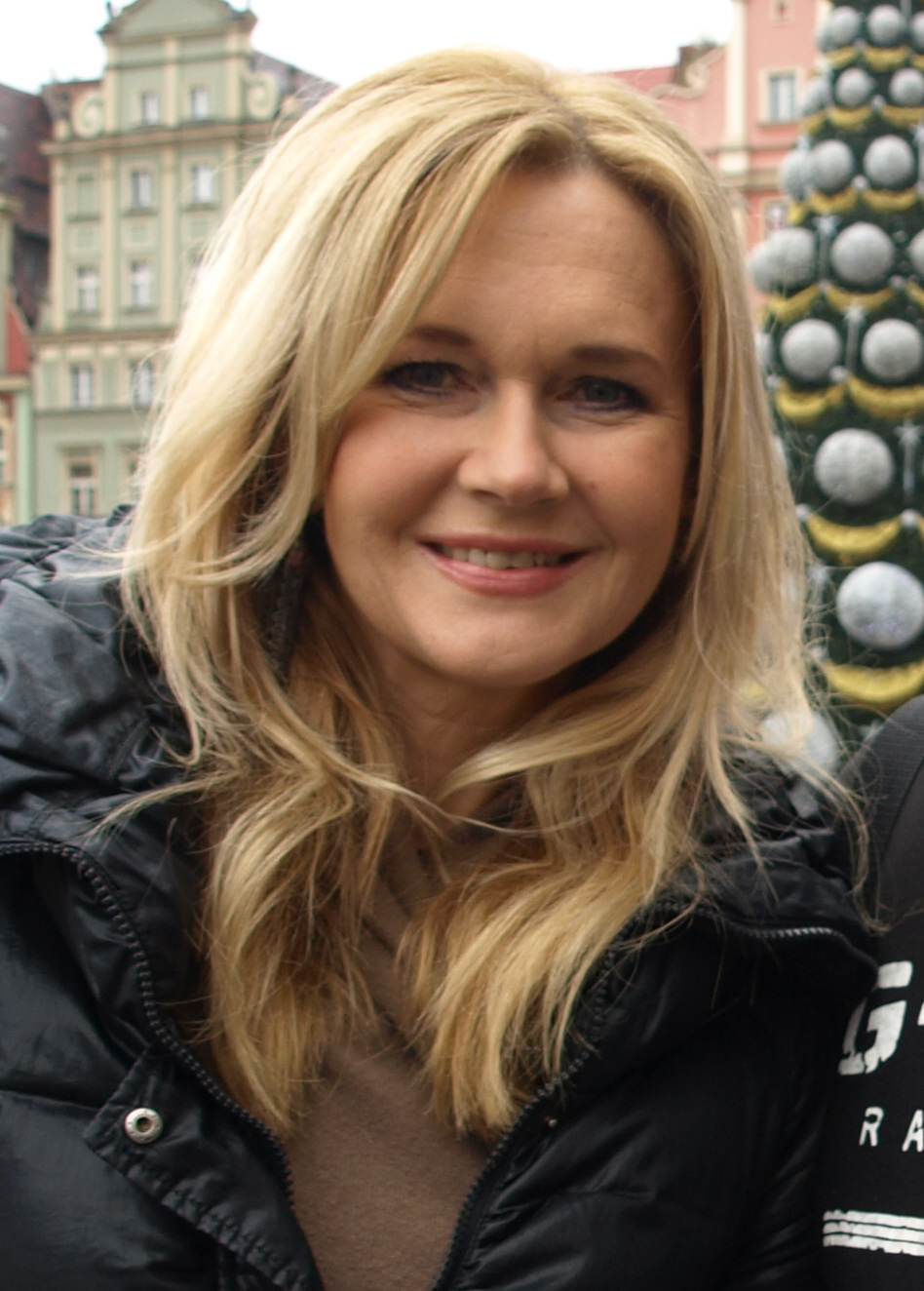
Grażyna Torbicka